# Stübbewall
Ein Stübbewall, auch Stibbe- oder Stippe-, ist die wallartige Begrenzung eines Kohlenmeilers. Er dient dazu, Regenwasser abzuhalten.
Er besteht aus dem Bodenmaterial, das beim Anlegen des Meilerplatzes durch den Köhler abgetragen wurde und im oberen Teil aus sogenannter Stübbe oder Stippe (Gestübe, Lösche), zerfallenen Köhlerkohlen (Kohlestückchen, Kohleklein, Kohlengrieß) und Kohlenstaub, sowie verkohlten Teilen der Meilerabdeckung vorangegangener Kohlenbrände. Die Stübbe enthält in der Regel auch Holzteerreste, sie ist schwarz bis dunkelgrau. Um ein Ablaufen von Wasser (Regenwasser und Kondenswasser, Löschwasser) zu ermöglichen, wird eine Ablauföffnung im Wall ausgespart.